# 1989 en sport automobile
Chronologie du Sport automobile
1988 en sport automobile - 1989 en sport automobile - 1990 en sport automobile
Les faits marquants de l'année 1989 en Sport automobile

## Par mois

### Février
- 24 février : formation d'un Consortium réunissant la Généralité de Catalogne, la mairie de Montmeló et le Real Automòbil Club de Catalunya (RACC), pour la construction d'un nouveau circuit automobile permanent à Barcelone, le Circuit de Catalogne, dont la première pierre est posée ce même jour.

### Mars
- 26 mars, (Formule 1) : Grand Prix automobile du Brésil.

### Avril
- 23 avril (Formule 1) : Grand Prix automobile de Saint-Marin.

### Mai
- 7 mai (Formule 1) : Grand Prix automobile de Monaco.
- 28 mai (Formule 1) : Grand Prix automobile du Mexique.

### Juin
- 4 juin (Formule 1) : Grand Prix automobile des États-Unis.
- 10 juin : départ de la cinquante-septième édition des 24 Heures du Mans.
- 18 juin (Formule 1) : Grand Prix automobile du Canada.

### Juillet
- 9 juillet (Formule 1) : Grand Prix automobile de France.
- 16 juillet (Formule 1) : Grand Prix de Grande-Bretagne.
- 30 juillet (Formule 1) : Grand Prix automobile d'Allemagne.

### Août
- 13 août (Formule 1) : Grand Prix automobile de Hongrie.
- 27 août (Formule 1) : Grand Prix automobile de Belgique.

### Septembre
- 10 septembre (Formule 1) : Grand Prix automobile d'Italie.
- 24 septembre (Formule 1) : Grand Prix automobile du Portugal.

### Octobre
- 1er octobre (Formule 1) : le Brésilien Ayrton Senna (McLaren-Honda) remporte la 20e victoire de sa carrière en gagnant le Grand Prix d'Espagne disputé sur le circuit de Jerez de la Frontera devant Gerhard Berger (Ferrari) et son coéquipier Alain Prost.
- 22 octobre (Formule 1) : le duel au sommet entre les deux coéquipiers de McLaren-Honda Alain Prost et Ayrton Senna pour l'attribution du titre de champion du monde de Formule 1 tourne court, lors du GP du Japon, sur le circuit de Suzuka. Senna tente de passer en force, Prost refuse de céder : les deux monoplaces entrent en collision. Prost abandonne, Senna repart, mais est disqualifié pour avoir été poussé par les commissaires. Alain Prost remporte son troisième titre de champion du monde.

### Novembre
- 5 novembre (Formule 1) : Grand Prix automobile d'Australie.

## Naissances
- 4 janvier : Graham Rahal, pilote automobile américain d'origine libanaise.
- 14 mars : Kevin Lacroix, pilote automobile canadien.
- 1er avril : Christian Vietoris, pilote automobile allemand.
- 4 avril : Luiz Razia, pilote automobile brésilien.
- 14 avril : Jake Rosenzweig,  pilote automobile américain.
- 17 avril : Fabio Leimer, pilote automobile suisse.
- 24 mai : Christopher Mies, pilote automobile allemand.
- 31 mai : Joey Polewarczyk, Jr., pilote automobile de stock-car.
- 13 juin : James Calado, pilote automobile britannique.
- 1er juillet : Daniel Ricciardo, pilote automobile australien.
- 3 août : Jules Bianchi, pilote automobile français.  († 17 juillet 2015).
- 8 novembre : Leonardo Cordeiro, pilote automobile brésilien.
- 10 novembre : Brendon Hartley, pilote automobile néo-zélandais.
- 29 novembre : Dominik Kraihamer, pilote automobile autrichien.

## Décès
- 7 juin : Chico Landi, pilote automobile brésilien. (° 14 juillet 1907)
- 2 août : Marsilio Pasotti, pilote automobile italien de courses de côte et de circuits.

- 20 septembre : Richie Ginther, 49 ans, pilote automobile américain, ayant disputé 52 GP de Formule 1 de 1960 à 1966, (° 5 août 1930).

- 13 octobre : Frederik Agabashian, pilote automobile Arméno-Américain d'IndyCar, (° 21 août 1913).
- 1er décembre : Heinz Brendel, pilote automobile allemand. (° 16 janvier 1915).